# Jelka
Jelka (maď. Jóka) je obec na Slovensku v okrese Galanta nedaleko Malého Dunaje. V obci je římskokatolický kostel Narození sv. Jana Křtitele (původně románský kostel ze 13. století) a kaple sv. Andělů Strážných z roku 1728 (v kapli je hrobka rodu Takácsů). Dále je v obci kalvínský a evengelický kostel. Nachází se zde slovenská a maďarská škola.

## Historie
Katastr dnešní obce vznikl z několika samostatných usedlostí a obcí. Název obce se poprvé zmiňuje v královské darovací listině z roku 1197 v podobě Ilka (listina krále Bely IV. z roku 1239 vzpomíná tři obce s názvem Ilka, které patřily pod Bratislavský hrad). V roce 1256 Berenius de Ilka, z roku 1291 Iolka a Jelka, začátkem 14. století se obec nazývala Harmathely. V roce 1298 se v katastru obce zmiňuje usedlost Kisa a v roce 1304 další usedlost Lakkoz. Od roku 1343 je majetkem budínských klarisek. V seznamu plátců církevních desátků se obec objevila jako Jozsa Jocza. V roce 1355 se obec zmiňuje pod názvem Harmathely-Jóka, v listinách kolem roku 1500 v podobě Oralja-puszta. V pozdějších listinách se zmiňují tři obce a tři názvy: Kis Jóka, Nagy Jóka a Ujhely Jóka.
Do roku 1918 bylo území obce součástí Uherska. V důsledku první vídeňské arbitráže bylo v letech 1938 až 1945 součástí Maďarska. V obci bývala početná židovská komunita, která sestávala z obchodníků a podnikatelů, avšak v roce 1944, během okupace obce nacistickým Horthyovským Maďarskem, bylo téměř 250 židů odvlečeno do koncentračních táborů. Všichni, co přežili, se přesídlili do Izraele. Židovská komunita měla v obci svou synagogu a školu, oba objekty však byly zbourány. Židovskou komunitu dnes připomíná už jen židovský hřbitov.

## Turistika
Kolem obce se klikatí Malý Dunaj v délce téměř 24 km. Je zde půjčovna člunů. V katastru za obcí se na Malém Dunaji nachází národní kulturní památka - Vodní kolový mlýn (Némethův mlýn), který má tři patra a je plně funkční. Mlýn se nachází v areálu skanzenu, který je věnován tradičnímu hospodaření v okolí Jelky. V jeho sousedství se nachází vyhledávané tábořiště pro vodáky, několik bufetů a také restaurace nabízející rybí speciality, či možnost rybolovu ve vlastních jezerech, ve kterých chovají i jesetery. Jelkou procházejí cyklostezky směrem na Senec i na Galantu.